# Есекибо
Есекибо (на английски: Essequibo River) е най-голямата река в Гвиана, вливаща се в Атлантическия океан. Дължината ѝ е 1014 km, а площта на водосборния басейн – 156 828 km².
Река Есекибо води началото си на 290 m н.в., под името Сину, от планината Камоа, разположена в южната част на Гвианската планинска земя, по границата на Гвиана с Бразилия. След устието на левия си приток Касикайтю вече под името Есекибо тече в северна посока през хълмистите райони на Гвианската планинска земя, сред непроходими джунгли, като образува десетки прагове и малки водопади. Влива се в Атлантическия океан чрез естуар, дълъг 65 km и широк до 25 km. Има асиметричен водосборен басейн за сметка на левите притоци и почти отсъствието на десни. Левите ѝ притоци водят началото си от най-високите части на Гвианската планинска земя, като най-големите са: Касикайтю, Куювини, Рупунуни (400 km), Сипаруни, Потаро (225 km), Мазаруни (560 km), Куюни (618 km). Река Есекибо е многоводна целогодишно, със среден годишен отток от 5650 m³/s, равняващ са на 178 km³ годишно. Поради наличието на множеството прагове и водопади е плавателна само в естуара си, до град Бартика (най-голямото селище по течението ѝ), а нагоре по течението ѝ има само няколко малки, постоянни населени места – Рокстън, Моваси, Курупукари, Апотери, Кумака.
Естуарът на Есекибо е открит през 1499 г. от испанската експедиция на Америго Веспучи и Алонсо де Охеда. През 1596 – 97 г. италианският пътешественик Леонардо Бери открива целия ѝ естуар и част от долното ѝ течение. В периода от 1835 до 1839 г. немският изследовател на британска служба Робърт Шомбург заедно с брат си открива, изследва и картографира цялото ѝ течение и водосборен басейн.